# Nichts ist vergessen
Nichts ist vergessen ist ein deutscher Fernsehfilm aus dem Jahre 2007.

## Handlung
Der Film beginnt mit einer Rückblende. Der jugendliche Tennislehrer Olaf Stahmann vergewaltigt und ermordet seine zwölfjährige Schülerin. Acht Jahre später ist er aus der Jugendhaft entlassen und zieht in das Dorf, wo jetzt die Familie des Mädchens lebt. Die Wagners versuchten ihr Leben neu zu ordnen. Kai Wagner leitet erfolgreich eine Firma. Maria Wagner war jedoch nicht mehr in der Lage, als Lehrerin zu arbeiten. Sie leitet jetzt den Kirchenchor der Gemeinde. Die kleine Tochter Lili, die nach der Ermordung der ersten Tochter zur Welt kam, ist das Ein und Alles der Familie. Sie sind schockiert, als sie erfahren, dass Olaf Stahmann sich im Dorf eine Wohnung gemietet hat. Nur durch seine Anwesenheit fühlen sie sich bedroht. Olaf hat jedoch seine Strafe verbüßt und die Polizei stellt zum Schutz der Familie nur den kurz vor der Pensionierung stehenden Kommissar Jan Bösche als Wache ab. Bösche nimmt Kontakt zu Olaf auf, um ihn dazu zu bewegen, das Dorf wieder zu verlassen. Der zutiefst gestörte junge Mann jedoch möchte unbedingt Kontakt mit der Familie Wagner aufnehmen, um diese um Verzeihung zu bitten. Kai Wagner weigert sich jedoch strikt. Olaf dagegen wird auch von der Dorfjugend wie ein Aussätziger behandelt und schwer verprügelt. Der Junge lebt vereinsamt in seiner Wohnung, verlassen von der Familie. Die Mutter hatte nach dem Mord Selbstmord begangen, der Vater lebt und arbeitet in Paris. Er möchte keinen Kontakt zu seinem Sohn. Einzig Schwester Sabine besucht ihren entlassenen Bruder. Aber auch sie kommt nicht an den emotional gestörten Olaf heran. 
Olaf schleicht um das Haus der Wagners herum, um doch Kontakt mit ihnen zu bekommen. Der Psychostress der Familie wird immer größer. Als die kleine Tochter Lili plötzlich verschwindet, eskaliert die Situation. Lili trifft auf Olaf, der ihr von ihrer Schwester erzählt. Die Eltern hatten ihr verschwiegen, dass sie eine Schwester hatte, die ermordet wurde. Mutter Maria entschließt sich jetzt, mit Olaf in Kontakt zu treten, doch dieser wurde inzwischen durch die Dorfjugend schwer verprügelt. Die Wagners finden ihn in einer nahe gelegenen Scheune. Olaf kann seine Entschuldigung nur so eben flüstern. Schwer verletzt wird er ins Krankenhaus eingewiesen, wo er stirbt. Die Familie findet am Grab der ermordeten Tochter wieder zu sich und gewinnt auch das Vertrauen der belogenen kleinen Tochter Lili zurück.

## Kritiken
- Lexikon des internationalen Films: Dramatischer Fernsehfilm, der eine virulente Diskussion nutzt, um die Frage von Täter-Opfer-Beziehungen zur Debatte zu stellen, der Einseitigkeiten weitgehend vermeidet und auch der Opfer-Familie die Chance einräumt, ihre Trauerrolle noch einmal zu überdenken, um sich dem zukünftigen Leben stellen zu können.[1]